# Námesztói járás

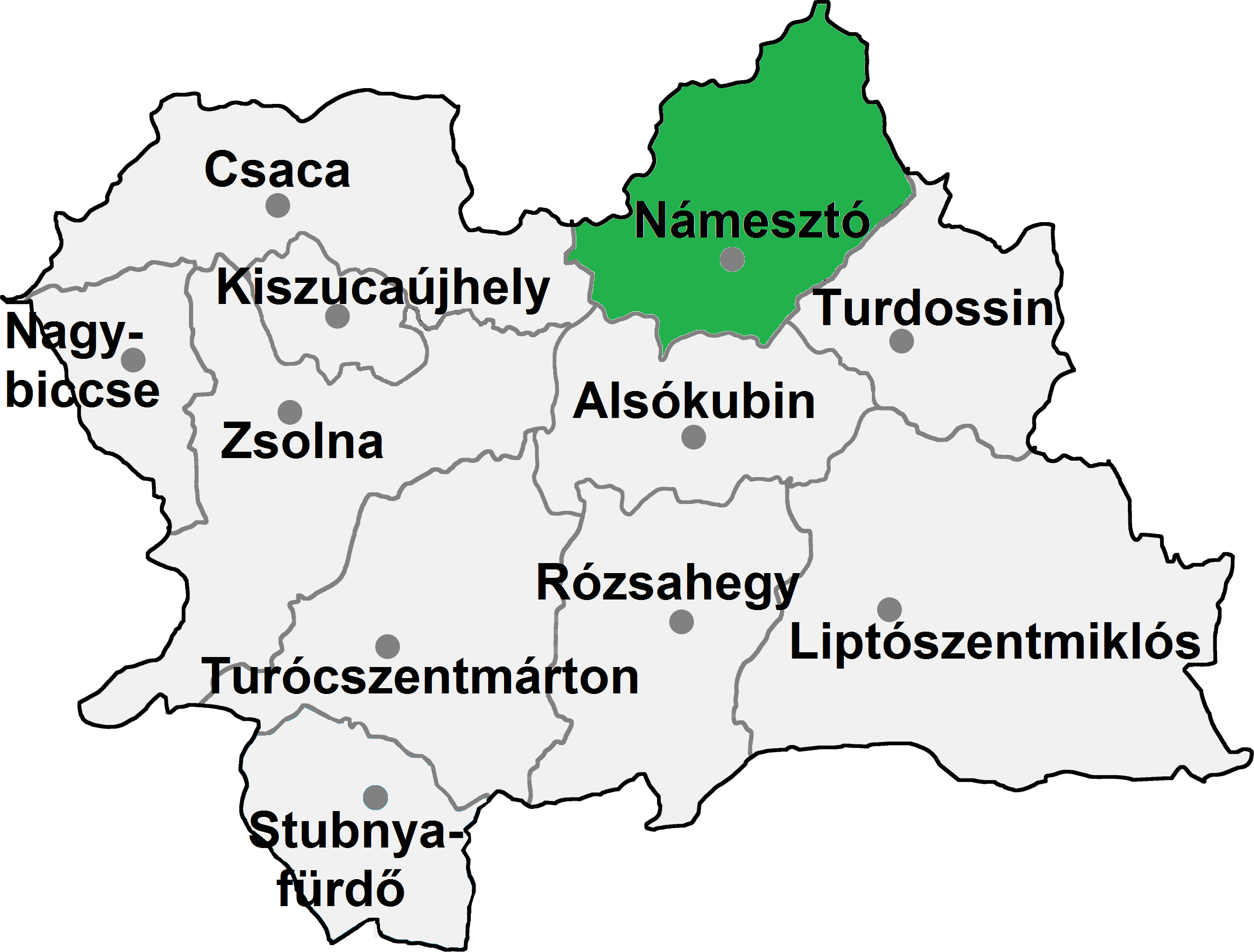
A Námesztói járás

A Námesztói járás (szlovákul Okres Námestovo) Szlovákia Zsolnai kerületének közigazgatási egysége. Területe 691 km², lakosainak száma 59 540 fő (2011), székhelye Námesztó (Námestovo). A járás területe teljes egészében az egykori Árva vármegyéhez tartozott.

## Története
A Námesztói járás 1922-ig egyike volt az egykori Árva vármegye járásainak, területe akkor megegyezett a maival. A megye 1918-tól csehszlovák uralom alatt állt, amit a trianoni békeszerződés erősített meg 1920-ban.
1923-ban a mai Szlovákia területét hat nagymegyére osztották, a járás ezek közül Vágmente megyéhez (Považská župa) került. 1928-ban a nagymegyék is megszűntek, Csehszlovákiát négy tartományra osztották, ekkor a járás a Csehszlovákián belüli Szlovákia része lett. 1939-ben, amikor Csehszlovákia megszűnt, a független Szlovákiában ismét hat megyét hoztak létre, a Námesztói járás ezek közül Tátra megyéhez (Tatranská župa) tartozott.
A második világháború után újjáalakult Csehszlovákia közigazgatási beosztása hasonló volt az 1928-38 közöttihez, a Námesztói járás ismét a szlovák tartományhoz tartozott. 1949-ben viszont az 1923-28 közötti nagymegyékhez hasonló nagyobb közigazgatási egységeket hoztak létre, de ezek neve most kerület (kraj) lett, és járásunk a Zsolnai kerülethez került.
1960-tól jelentősen átszervezték a járásokat, a korábbiaknál sokkal nagyobbakat hozva létre. A Námesztói járást (a Turdossini járás elődjével, a Trsztenai járással együtt) beolvasztották az Alsókubini járásba, így az magába foglalta az egykori Árva vármegye szinte egészét. Szintén 1960-ban a kerületek száma Szlovákiában hatról háromra csökkent, az Alsókubini járás pedig a Közép-Szlovákiai kerület része lett. A kerületek 1990-ben ismét megszűntek és csak a (nagy)járások maradtak Csehszlovákiában.
1996-ban a már független Szlovákia közigazgatási felosztását ismét jelentősen átalakították. A járások száma 38-ról 79-re nőtt és ezeket nyolc kerületbe osztották be. A Námesztói járás ismét kivált az Alsókubiniból, az egykori Trsztenai járás helyén pedig létrejött a Turdossini, és mindhárom ismét a Zsolnai kerület része lett, mint 1949 és 1960 között.

## Népessége
| Év:            | 1994.  | 2004.   | 2014.   | 2024.   |
| -------------- | ------ | ------- | ------- | ------- |
| Emberek száma: | 52 553 | 57 428  | 60 954  | 64 651  |
| Eltérés:       |        | +9,27 % | +6,13 % | +6,06 % |

| Év:            | 2023.  | 2024.   |
| -------------- | ------ | ------- |
| Emberek száma: | 64 385 | 64 651  |
| Eltérés:       |        | +0,41 % |

## A Námesztói járás települései
- Babin (Babín)
- Benedikó (Beňadovo)
- Bobró (Bobrov)
- Breza
- Erdőtka (Oravská Lesná)
- Hrustin (Hruštín)
- Jaszenica (Oravská Jasenica)
- Klin
- Krusetnica (Krušetnica)
- Lokca
- Lomna (Lomná)
- Mutne (Mútne)
- Námesztó (Námestovo)
- Novoty (Novoť)
- Polhora (Oravská Polhora)
- Rabcsa (Rabča)
- Rabcsice (Rabčice)
- Szihelne (Sihelné)
- Tyapessó (Ťapešovo)
- Vasziló (Vasiľov)
- Vavrecska (Vavrečka)
- Veszele (Oravské Veselé)
- Zákameneklin (Zákamenné)
- Zubrohlava